# Tropaeolum smithii
Tropaeolum smithii là một loài thực vật có hoa trong họ Tropaeolaceae. Loài này được DC. miêu tả khoa học đầu tiên năm 1824.